# Buckower Dreieck
Das Buckower Dreieck war eine ehemalige deutsche temporäre Motorsport-Rennstrecke bei Buckow in der Märkischen Schweiz in Brandenburg.

## Geschichte

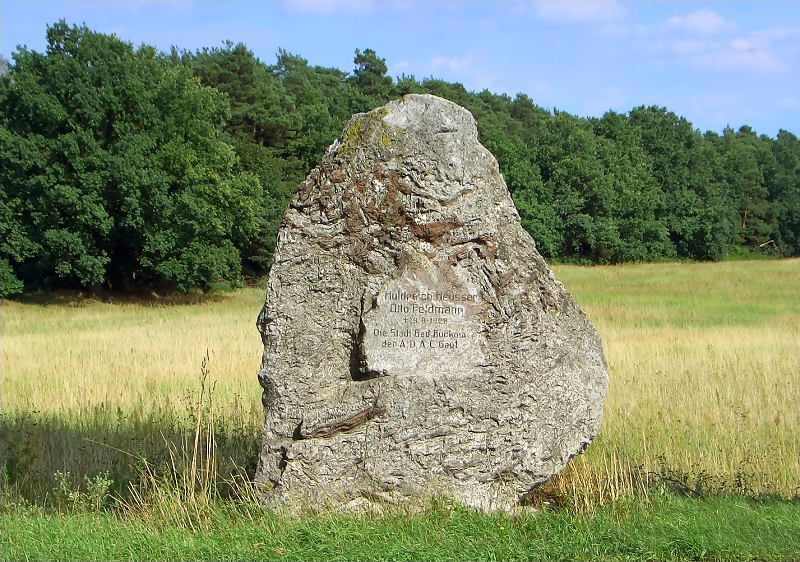
Heusser-Gedenkstein bei Bollersdorf

Auf dem temporären Straßenkurs fanden von 1925 bis 1928 Straßenrennen für Motorräder, Motorradgespanne und Automobile statt. Bei der Veranstaltung 1928 verunglückten der damals bekannte Rennfahrer Huldreich Heusser und sein Beifahrer Otto Feldmann tödlich. Daraufhin wurden die Rennen auf dem Straßenkurs eingestellt.

## Streckenbeschreibung
Der 12,5 Kilometer lange Dreieckskurs führte als Rundstreckenrennen mit Start und Ziel nördlich des Strandhotels Buckow mit „straffer Steigung“ über schwierige Doppelkurven über die Bollersdorfer Höhe bis zur Landstraße Prötzel-Müncheberg (Bollersdorfer Kreuzung). Rechtwinklig ging es hier nach links und ein „schlechtes Pflasterstück“ durch den Wald nach Buckow zurück. Dessen Ortsstraße stellte hohe Anforderungen an die Fahrer.

## Veranstaltungen
Folgende Veranstaltungen auf der Strecke sind belegt:
- 4. Oktober 1925 – Buckower Dreieck-Rennen
- 12. September 1926 – Buckower Dreiecksfahrt
- 18. September 1927 – Buckower Dreieck
- 19. August 1928 – Buckower Dreiecksrennen[4]
- 9. Juni 1929 – Huldreich-Heusser-Gedächtnis-Fahrt mit Gedenkstein-Weihe

Aktuell finden von Zeit zu Zeit Oldtimertreffen auf der alten historischen Strecke statt.

## Sonstiges
Zwischen Berlin und Frankfurt/Oder erinnert ein Gedenkstein auf der Chaussee nach Waldsieversdorf an der Unglücksstelle an die beiden tödlich verunglückten Rennfahrer.